# Joe Davies
Joe Davies (* 27. Februar 2001) ist ein britischer, ehemals kanadischer Skilangläufer.

## Werdegang
Davies startete im Dezember 2017 in Rossland erstmals im Nor-Am-Cup, wobei er den 29. Platz über 10 km klassisch errang. Bei den Junioren-Skiweltmeisterschaften 2021 in Vuokatti kam er auf den 48. Platz im Sprint, auf den 31. Rang im 30-km-Massenstartrennen sowie auf den sechsten Platz mit der Staffel und bei den U23-Weltmeisterschaften 2022 in Lygna auf den 65. Platz im Sprint sowie auf den 35. Rang über 15 km klassisch. Zur Saison 2022/23 wechselte er vom kanadischen zum britischen Skiverband und nahm im Dezember 2022 in Lillehammer erstmals am Skilanglauf-Weltcup teil, wobei er mit dem 43. Platz über 10 km Freistil seine ersten Weltcuppunkte erringen konnte. Bei den U23-Weltmeisterschaften 2023 in Whistler belegte er den 15. Platz im 20-km-Massenstartrennen sowie den 13. Rang über 10 km Freistil und beim Saisonhöhepunkt, den Nordischen Skiweltmeisterschaften 2023 in Planica, den 40. Platz im Skiathlon sowie den 30. Rang über 15 km Freistil. In der Saison 2023/24 lief er bei den U23-Weltmeisterschaften 2024 in Planica auf den 19. Platz über 10 km klassisch sowie auf den 18. Rang im 20-km-Massenstartrennen und erreichte beim Weltcup in Minneapolis mit dem 16. Platz über 10 km Freistil seine erste Platzierung im Weltcup unter den ersten 20.